# Каста
Каста је унутар себе затворена друштвена скупина заснована на породичном наслеђу и строгој хијерархији моћи и утицаја. Кастинска организација друштва још увек делом егзистира на индијском потконтиненту. Каста је облик друштвене стратификације коју карактерише ендогамија, наследни пренос стила живота који често укључује занимање, ритуални статус у хијерархији и уобичајену друштвену интеракцију и искљученост засновану на културним схватањима чистоће и загађења. Њен парадигматски етнографски пример је подела индијског хиндуистичког друштва на круте друштвене групе, са коренима у древној историји Индије и постојаним до данас. Међутим, економски значај кастинског система у Индији опада као резултат урбанизације и програма афирмативних акција. Као предмет знатног проучавања социолога и антрополога, хиндуистички кастни систем понекад се користи као аналогна основа за проучавање друштвених подела сличних кастама које постоје изван хиндуизма и Индије. Израз „каста” такође се примењује на морфолошке групе код еусоцијалних инсеката као што су мрави, пчеле и термити.

## Етимологија
Реч каста потиче из шпанског и португалског језика, где је према Оксфордском речнику означавала род, породицу, и клан. Шпанци су ову реч, у овом ширем смислу, употребљавали за народе које су срели у Новом свету на самом почетку периода колонизације. Португалци су, међутим, реч casta први употребили у савременом, ужем значењу, описујући различите друштвене групације које су сретали у Индији након 1498. године.

## Кастински систем у Индији
Речју каста преводе се две индијске речи: варна, која означава свеобухватну и ригидну поделу породица и кланова у систему хијерархије, и џати, што означава индивидуалне, локлане кланове који припадају одређеним варнама.

### Варна
Подела индијског друштва на варне, чије етимолошко значење се односи на боју коже, потиче од индоевропског народа, старих Аријеваца. Иако се кастински систем у Индији мењао у историјско - политичким превратима, древни систем веровања да су сви људи рођени неједнаки јачи је и од савременог закона и индијског устава, који забрањује кастинску дискриминацију и укида недодирљивост. Међутим, хиндуизам, који је религија око 80 одсто индијског становништва, и даље утиче на свакодневни живот, а већина људи се и даље управља крутом хијерархијом и друштвеним кодексима, који су наслеђени из давних браманских времена.
На врху кастинског поретка у Индији налазили су се брамани, сталеж свештеника и учитеља, који је имао највећи углед. Они су били задужени за тумачење верских текстова и вођење обреда, а високо образовање им је омогућавало бављење законодавним и правосудним пословима и подучавањем. Ратници и племство чине другу касту, кшатрије. Они представљају световну моћ, а њихов задатак је да владају и штите земљу од непријатеља. Трећу касту чини слободно аријевско производно становништво, насељеници који су остали чисте расе, вајшије. То су обично трговци, земљорадници и одгајивачи стоке, који су снабдевали остале касте основним животним намирницама. Четврту касту су чинили неаријевци, шудре. Она се састојала од поробљеног, тамнопутог дравидског популације и социјално одбачених аријеваца, који су се помешали са потлаченим староседеоцима. Пошто су били без поседа обављали су најтеже физичке послове као, надничари, слуге и поданици 3 горње касте. Парије, "недодирљиви" (од којих највероватније потичу Цигани), били су потпуно избачени из кастинског поретка и сматрани су недостојним живота у заједници због свог порекла и послова које су обављали. И данас су парије осуђене на најтеже и такозване "нечисте" послове, који се преносе са генерације на генерацију, а предрасуде одређују њихове животе, нарочито у руралним подручјима где живи скоро три четвртине индијског становништва.

### Џати
Џати су индивидуалне, локалне касте, којих има неколико хиљада. Свака од ових каста се сматра припадником одређене варне, што делом одређује њихов хијерархијски положај у друштву. Припадници различитих џатија историјски су дефинисани по својој конкретној делатности (нпр. ковачи, грнчари, бербери) премда међу различитим кастама постоје и језички и етнички варијетети. Припадници појединачне ове касте су традиционално ендогамни и функционишу изоловано, решавајући међусобне спорове на кастинским саборима. Унутар система џатија присутна је већа друштвена мобилност; у варнама којима припадају, џати могу бити виши или нижи на друштвеној лествици под утицајем разних друштвених и регионалних фактора. Неке од ових каста су својим политичким и друштвеним деловањем кроз историју успешно прелазиле и у племенитије варне.
Примери познатих историјских (и садашњих) џатија су Раџпуте, Џати, Кајаште, Синди, и други. Мањинске верске зајединце, као што су ђаини, сики, и хришћани такође се схватају као својеврсни џатији.